# Bouma
Bouma wordt soms gebruikt in het jargon van de cognitieve psychologie om de vorm van een bundeling van letters aan te duiden zoals dat bij een woord gebruikelijk is.  
Sommige typografen geloven dat, wanneer men aan het lezen is, woorden herkend kunnen worden door bouma's te ontcijferen (in plaats van individuele letters). De veronderstelling is dat dit een natuurlijke strategie is voor het bevorderen van de efficiëntie van het lezen. Toch heeft studie en onderzoek ertoe geleid dat cognitieve psychologen over het algemeen een andere, en grotendeels met het voorgenoemde tegenstrijdige, theorie hebben: dat woorden door parallelle herkenning via letters, herkend worden.
De term bouma is een afkorting van Bouma-vorm, wat waarschijnlijk voor het eerst gebruikt werd in Paul Saengers boek  Space between Words: The Origins of Silent Reading uit 1997 ("Ruimte tussen woorden: De oorsprong van stil lezen"), hoewel Saenger zelf de term toeschrijft aan Insup & Maurice Martin Taylor.  De oorsprong van de term hangt samen met hypotheses van een belangrijk onderzoeker op het gebied van waarneming, H. Bouma.
In de geologie verwijst de term Bouma-sequentie naar een geïdealiseerde opeenvolging van sedimentaire facies die in een turbidiet te herkennen kan zijn, naar Arnold Bouma, een bekend Nederlands geoloog.